# Vse o moji materi
Vse o moji materi (špansko Todo sobre mi madre) je špansko-francoski komično-dramski film iz leta 1999, ki ga je režiral in zanj napisal scenarij Pedro Almodóvar, v glavnih vlogah pa nastopajo Cecilia Roth, Marisa Paredes, Candela Peña, Antonia San Juan, Penélope Cruz in Rosa Maria Sardà. Zgodba se navezuje na Almodóvarjev film Cvet moje skrivnosti iz leta 1995 in prikazuje zdravniške specializante pri usposabljanju za prepričevanje svojcev za uporabo organov preminulih za presaditev. Osredotoči se na zgodbo matere najstnika, ki je umrl v prometni nesreči. Ukvarja se s težkimi temami, kot so aids, homoseksualnost, vera in eksistencializem.
Film so premierno prikazali 16. aprila 1999 v španskih kinematografih in 19. maja v francoskih. Izkazal se je za finančno uspešnega in naletel tudi na dobre ocene kritikov. Nagrajen je bil z oskarjem za najboljši mednarodni celovečerni film, zlatim globusom za najboljši tujejezični film, evropsko filmsko nagrado za najboljši film ter nagradama BAFTA za najboljši film v neangleškem jeziku in režijo (Almodóvar). Prejel je tudi šest nagrad goya, tudi za najboljši film, režijo (Almodóvar) in glavno žensko vlogo (Roth).

## Vloge
- Cecilia Roth kot Manuela Echevarria
- Marisa Paredes kot Huma Rojo
- Candela Peña kot Nina Cruz
- Antonia San Juan kot Agrado
- Penélope Cruz kot Rosa
- Rosa Maria Sardà kot Rosina mati
- Fernando Fernán Gómez as Rosin oče
- Eloy Azorín kot Esteban Echevarria
- Toni Cantó kot Lola